# K.K. Partizan 2011-2012
Questa pagina raccoglie le informazioni riguardanti il Košarkaški klub Partizan nelle competizioni ufficiali della stagione 2011-2012.

## Roster
| N° | Naz.                  | Ruolo | Sportivo             |  | Alt. |  |
| -- | --------------------- | ----- | -------------------- |  | ---- |  |
| 5  | Serbia (bandiera)     | G     | Nikola Pešaković     |  | 193  |  |
| 7  | Serbia (bandiera)     | G     | Dušan Kecman         |  | 198  |  |
| 8  | Serbia (bandiera)     | C     | Miroslav Raduljica   |  | 213  |  |
| 9  | Serbia (bandiera)     | P     | Nenad Miljenović     |  | 194  |  |
| 10 | Serbia (bandiera)     | G     | Nemanja Jaramaz      |  | 201  |  |
| 11 | Serbia (bandiera)     | A     | Vladimir Lučić       |  | 202  |  |
| 12 | Serbia (bandiera)     | GA    | Dragan Milosavljević |  | 198  |  |
| 13 | Serbia (bandiera)     | G     | Bogdan Bogdanović    |  | 198  |  |
| 14 | Serbia (bandiera)     | AC    | Raško Katić          |  | 208  |  |
| 17 | Slovacchia (bandiera) | AG    | Michal Čekovský      |  | 206  |  |
| 18 | Serbia (bandiera)     | C     | Nemanja Bešović      |  | 219  |  |
| 20 | Serbia (bandiera)     | G     | Petar Božić          |  | 197  |  |
| 22 | Serbia (bandiera)     | A     | Marko Čakarević      |  | 202  |  |
| 25 | Serbia (bandiera)     | AG    | Milan Mačvan         |  | 205  |  |
| 31 | Serbia (bandiera)     | AG    | Branislav Đekić      |  | 207  |  |
| 33 | Serbia (bandiera)     | P     | Danilo Anđušić       |  | 197  |  |
| 44 | Lettonia (bandiera)   | AP    | Dāvis Bertāns        |  | 208  |  |
|    | Serbia (bandiera)     | All.  | Vlada Jovanović      |  |      |  |